# Lavarone
Lavarone est une commune italienne d'environ 1 100 habitants située dans la province autonome de Trente, dans la région du Trentin-Haut-Adige, dans le Nord-Est de l'Italie.

## Sports
Une arrivée à Lavarone est prévue lors de la 17e étape du Giro 2022, après avoir préalablement grimpé l'ascension du Monterovere (1 261 m). Santiago Buitrago remportait cette étape.

## Administration
| Période                                  | Période | Identité | Étiquette | Qualité |
| ---------------------------------------- | ------- | -------- | --------- | ------- |
|                                          |         |          |           |         |
| Les données manquantes sont à compléter. |         |          |           |         |

### Hameaux
Non esiste un paese vero e proprio chiamato Lavarone; esso è il nome dell'altopiano dove sono situate le seguenti frazioni:

### Communes limitrophes
Les communes limitrophes sont  Caldonazzo, Folgaria, Lastebasse, Luserna et Pedemonte.